# Ngoma
För andra betydelser, se Ngoma (olika betydelser).
Ngoma är ett musikalbum av brassgruppen Brazz Brothers, utgivet 1999. Musiken är inspirerad av musikerna Hukwe Zawose från Tanzania och Abdullah Ibrahim från Sydafrika. 

## Låtlista
| Nr | Titel                     | Kompositör(er)   | Arrangör(er)    | Spelningstid |
| -- | ------------------------- | ---------------- | --------------- | ------------ |
| 1  | "Zawose"                  | Helge Førde      |                 | 6:58         |
| 2  | "Ejala"                   | Jan Magne Førde  |                 | 6:17         |
| 3  | "Kongolela"               | Jan Magne Førde  |                 | 3:59         |
| 4  | "Hey, Hey Beautiful Girl" | Joseph Shabalala |                 | 2:41         |
| 5  | "Maasai"                  | Trad.            | Jan Magne Førde | 6:00         |
| 6  | "Tintiyana"               | Abdullah Ibrahim | Helge Førde     | 4:36         |
| 7  | "African Marketplace"     | Abdullah Ibrahim | Helge Førde     | 4:07         |
| 8  | "Maraba Blue"             | Abdullah Ibrahim | Helge Førde     | 4:08         |
| 9  | "Chisa"                   | Abdullah Ibrahim | Helge Førde     | 4:19         |
| 10 | "My Kind of Jazz"         | Tebogo Lerole    | Helge Førde     | 2:58         |

## Brazz Brothers
- Jarle Førde — trumpet, sång
- Jan Magne Førde — trumpet, flygelhorn, kalimba, marimba, sång
- Runar Tafjord — valthorn, sång
- Helge Førde — trombon, sång
- Stein Erik Tafjord — tuba, sång
- Marcus Lewin — trummor, percussion

Övriga medverkande:
- Anna Lewin — sång (3 & 4)